# Привалов, Пётр Леонидович
Пётр Леонидович Привалов (25 июля 1932, Тифлис — 20 декабря 2020, Балтимор) — советский и американский специалист в области физики биополимеров, член-корреспондент АН СССР (1984).

## Биография
В 1956 году окончил Тбилисский государственный университет.
Заведующий лабораторией термодинамики белка Института белка РАН (Пущино).
Специалист в области изучения физических основ сворачивания и стабилизации структуры белков, принципов их организации.

## Награды
- Государственная премия СССР (в составе группы, за 1978 год) — за цикл работ «Сканирующая микрокалориметрия — новый метод исследования биологических макромолекул» (1963—1977)[1]